# Mogán
Mogán est une commune de la communauté autonome des Îles Canaries en Espagne. Elle est située au sud-ouest de l'île de Grande Canarie dans la province de Las Palmas.

## Géographie

### Localisation

Localisation de l'île de Grande Canarie dans les Îles Canaries.
Localisation de Mogán dans l'île de Grande Canarie.

| La Aldea de San Nicolás | Tejeda           |                           |
| La Aldea de San Nicolás | Mogán            | San Bartolomé de Tirajana |
| Océan Atlantique        | Océan Atlantique |                           |

### Villages de la commune
- Arguineguín
- Mogán
- Puerto de Mogán
- Puerto Rico
- Soria
- Tauro
- Veneguera

### Transports
- Route ancienne de Gran Canaria - Puerto Rico
- Route Puerto Rico - Gáldar
- GC-1 (autoroute)

## Démographie
| Année | Population | Densité    |
| ----- | ---------- | ---------- |
| 1991  | 8.688      | 50,38/km²  |
| 1996  | 10.398     | 60,3/km²   |
| 2001  | 12.444     | 72,34/km²  |
| 2002  | 15.935     | 92,41/km²  |
| 2003  | 15.932     | 98,06/km²  |
| 2004  | 15.176     | 88,17/km²  |
| 2006  | 16.569     | 96,09/km²  |
| 2007  | 18.547     | 107,56/km² |
| 2009  | 21.690     | 125,79/km² |